# Pasu-Ava Corona
La Pasu-Ava Corona è una struttura geologica della superficie di Venere.